# Weasel word

- "Diz-se..." (Quem? Como?)

"Algumas pessoas dizem que palavras-doninhas são ótimas!"

- "Tem sido afirmado que..." (por quem, onde, quando?)
- "Claramente..." (insinuando que a afirmação é inegavelmente verdadeira)
- "Tem levantado questões..." (implicando falhas graves)
- "Sabe-se que..." (por quem, como?)
- "Alegadamente..." (evita a responsabilidade da autoria)
- "Estudos mostram que..." (que estudos?)
- "Até 60%..." (59%? 20%? 0%?)
- "Mais de 70%..." (70.01%? 100%?)

Weasel word ("palavra-doninha" em inglês) é um termo de gíria inglesa que pode traduzir-se como palavras "evasivas" ou "vazias". É usado para nomear palavras e frases que visam criar uma impressão de que algo específico e significativo foi dito, quando na verdade apenas foi feita uma alusão vaga ou ambígua. São palavras usadas de forma enganosa ou confusa, ou formuladas de forma evasiva para evitar dar uma resposta direta ou fazer uma declaração imprópria, resultando num discurso vazio.
O uso de evasivas para evitar fazer uma afirmação definitiva é sinônimo de tergiversar. As palavras doninhas podem insinuar um significado muito mais amplo do que o que foi efetivamente afirmado. Algumas palavras doninhas podem também ter o efeito de amenizar a força de uma declaração que de outro modo seria chocante ou controversa, utilizando eufemismos e expressões como "de certa forma" ou "em vários aspectos".

## Origem
A expressão "palavra doninha" tem origem numa crença quanto aos hábitos alimentares das doninhas, que foram descritas a sugar ovos, deixando a casca intacta. Assim, palavras ou afirmações que após análise acabam por revelar-se vazias são conhecidas como "weasel words" (evasivas).
A expressão apareceu pela primeira vez num conto de Dave Sewall publicado em 1900 em The Century Magazine, que refere "palavras que sugam a vida das palavras que lhes estão próximas, assim como uma doninha suga o ovo e deixa a casca". O presidente americano Theodore Roosevelt usou a expressão, que atribuiu a Dave Sewall, alegando que este o usou numa conversa privada em 1879.
Na política este tipo de linguagem é usada para "spin", ou para alterar a percepção do público face a um problema. Em 1916, Theodore Roosevelt afirmou que "um dos nossos defeitos, como nação é uma tendência para usar... "palavras doninha"; quando uma palavra doninha é usada atrás de outra... não sobra nada".

## Formas
Um estudo de 2009 baseado na Wikipedia descobriu que a maior parte das "weasel words" aí encontradas podiam dividir-se em três categorias:
1. Expressões numéricas vagas (e.g. "algumas pessoas", "especialistas", "muitos")
2. Uso da voz passiva para evitar atribuir uma autoria (e.g. "diz-se")
3. Advérbios que diluem e amenizam (e.g. "frequentemente", "provavelmente")

Outras formas de palavras doninhas incluem:
- Afirmações com argumentos que não procedem (non sequitur)
- Uso de eufemismos (e.g., substituir "despedir pessoal" por "optimizar recursos humanos")
- Uso de dispositivos gramaticais-advérbios, adjectivos e do modo subjuntivo
- Generalizações vagas da moda "bem comum", "sustentável", "integrado"...